# 迭戈·马拉多纳

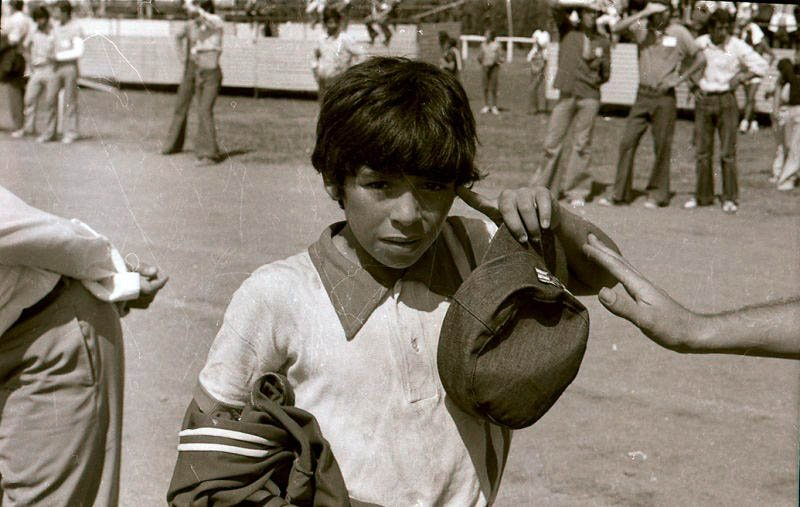
少年時期的马拉多纳

迭戈·阿曼多·马拉多纳（西班牙語：Diego Armando Maradona，1960年10月30日—2020年11月25日），生于阿根廷布宜诺斯艾利斯，昵称“世纪球王”、“球场上帝”，阿根廷足球運動員和教練，是世界足球史上最具影响力的球员之一。
1986年，马拉多纳凭借一己之力率领阿根廷队第二次获得世界杯冠军。并成为世界杯的助攻王（8次，但由於FIFA官方正式統計世界杯助攻次數是從1986開始的，實際上球王比利四屆世界杯累計有高達10次的助攻），同时创造世界杯过人（90次），及被侵犯次数最高纪录（60次），1987年将保级球队那不勒斯成功带上意甲冠军宝座，2001年被评为世纪球王。马拉多纳可以踢前場任何位置，用左脚带球，其盤帶技術可說是舉世無雙，射門技術也是頂尖水準。
比利掛靴之後，世界各地雖有優秀球星不斷湧現，但都難以與比利比肩，直到马拉多纳的出現，因此他又被稱為「新球王」。在他1976年到1997年的职业球员生涯中，马拉多纳先后加入阿根廷青年、博卡青年、巴塞罗那、那不勒斯、塞維利亞、紐維爾舊生、博卡青年。曾获得过阿根廷甲組聯賽冠军、意大利足球甲级联赛冠军、欧洲联盟杯冠军。在阿根廷國家足球隊效力的17年（1977年－1994年）里，他还获得过世界杯冠军和世界青年足球锦标赛冠军。2001年，他被国际足联评为「20世纪最佳球员」。
2020年11月25日，患有扩张性心肌病的马拉多纳因慢性心力衰竭导致的急性肺水肿去世，享年60岁。

## 生平

### 早年
马拉多纳在1960年10月30日出生在阿根廷首都布宜诺斯艾利斯的維拉-費奥里托區的一个贫困家庭，父亲是瓜拉尼人迭戈·馬拉多納·迪耶納（Diego Maradona Senior）、母亲是意大利人后裔達瑪·薩爾瓦多拉·佛朗哥（Dalma Salvadora Franco）。11歲時在阿根廷青年人屬下的少年队已经小有名气，並曾上過電視。马拉多纳16歲已升入青年人俱樂部一隊，列入甲組聯賽比賽名单。在阿根廷青年人队的5年里，马拉多纳参赛166场入116球。1981年马拉多纳轉會博卡青年，又在40場比賽中入28球，並取得他人生第一個聯賽錦標。

### 青年時期
马拉多纳早於1976年便在對匈牙利賽事中首次代表阿根廷國家足球隊。18歲時他替阿根廷以3-1贏蘇聯奪得世青盃冠軍，並獲得賽事的最佳球員獎。1982年馬勒當拿首次出戰世界盃決賽周。於首圏以0-1敗於比利時，即使及後擊敗匈牙利和薩爾瓦多出線，但在次圈以1-2敗於該屆的冠軍意大利和以1-3敗於巴西腳下。在對巴西的賽事，馬勒當拿因踢對方的球員被趕離場。

### 事業頂峰
1982年7月，马拉多纳以12亿比塞塔（900万美元）的身价加盟西甲豪門巴塞罗那，创下当时的转会纪录。期間馬勒當拿於1983年帶領巴塞擊敗皇家馬德里奪得西班牙國王盃。雖然在效力巴塞期間馬勒當拿上陣58場入38球，但他在巴塞羅那卻過得並不順利。1982年底患上肝炎休養了3個月；1983年9月24日，他在與畢爾包的比賽中腿部被對方的後衛安东尼·戈伊科切亚（他正是兩年前弄傷舒斯特爾膝蓋的人）剷傷，差點弄至提早掛靴，幸好14週內便傷癒復出。1984年在馬德里伯納烏球場國王杯決賽上，马拉多纳在對陣毕尔巴鄂竞技時又一次被安东尼·戈伊科切亚鏟倒，這次再次导致他腿部受伤。在整场比赛中毕尔巴鄂球迷還用种族主义言論辱骂马拉多纳（马拉多纳父親是美洲原住民），巴塞罗那最終0-1不敵畢爾巴鄂競技。在全場比賽結束時，马拉多纳又被毕尔巴鄂的米格尔·安赫尔·索拉挑衅，马拉多纳突然发飙，他从地上站起来，脸部紧贴对方並高聲叫罵。索拉則模仿观众对马拉多纳做出的種族主義手势予以還擊。马拉多纳随后用头撞了索拉，還肘擊另一名毕尔巴鄂球员的脸，并用膝盖撞了另一名球员的头部。毕尔巴鄂队隊員瞬間被激怒，安东尼·戈伊科切亚直接用腳踹向馬拉多納的胸部。巴塞罗那队的其他球员見狀立即幫助馬拉多納，雙方球員大打出手，場面陷入混亂。看台上的球迷也开始向球员、教练甚至摄影师投掷雜物，造成60人受伤。巴塞罗那的一位高管表示：「当我看到马拉多纳打架和随后的混乱时，我意识到我们俱樂部必須和他分手了。」此外马拉多纳還与巴塞罗那俱乐部高管，尤其是與俱乐部主席喬塞普·路易斯·努涅斯经常发生争执，因此這場國王杯決賽成為马拉多纳替巴塞羅那效力的最後一場比賽。
马拉多纳於1984年以690万欧元的天价转会费被巴塞羅那賣給了意甲的那不勒斯。彼时的那不勒斯还是一支意甲保级球队，但马拉多纳的到来改变了这一切，也从此開始了他球員生涯的高峰。他不但以一己之力带领那不勒斯在1986-87年和1989-90年球季贏得意甲聯賽冠軍，還贏得了意大利盃（1987年）、歐洲足協盃（1989年）和意大利超級盃（1990年）。馬拉度納在那不勒斯表現出了身為前場球員的一切特徵。他獲得兩次意甲金靴，並留下數量眾多的精彩入球和無數的精彩盤球。1991年，在馬拉度納離隊後，象徵馬拉多納的那不勒斯10號球衣亦跟隨退役。不過马拉多纳效力那不勒斯期間卻拖欠意大利税务部门大量税款。

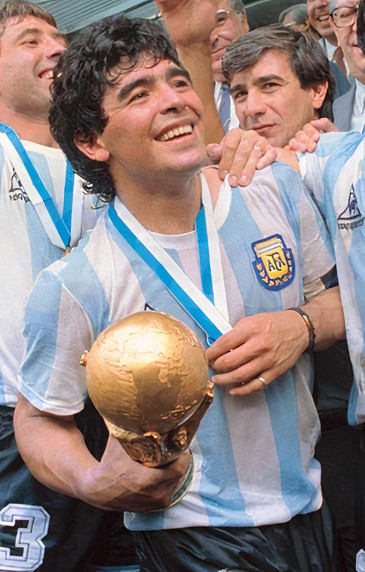
馬勒當拿捧起1986年世界杯冠軍獎杯

這段期間馬勒當拿在國際賽的成績亦相當驕人，世足賽的馬拉度納猶如流行音樂界的迈克尔·杰克逊，賽事因他而精彩無冷場。1986年馬勒當拿帶領阿根廷出戰1986年世界盃，一路帶領阿根廷打進決賽贏得獎盃。整個大賽馬勒當拿都表現出他的重要性，故賽後亦被廣泛認為他是該屆最出色的球員。他在半準決賽對英格蘭所攻入的兩球，更奠定了他傳奇的一生。從慢鏡頭重播中可見他所進的其中一球是用手打進球門的，後來他辯稱這是「上帝之手」，並且把入球說成是「上帝的手，馬勒當拿的頭」（A little of the hand of God, and a little of the head of Maradona），引申上帝是進球與否的最終主宰，因為球證誤判他的入球有效。然而在2005年8月22日，馬勒當拿在一個電視節目中說他是故意用手把球打進，而且隨即知道入球將會被判無效。據他回憶，當他入球後立即想到：「我在等候我的隊友來擁抱我，但沒有人來……我對他們說：『來抱我，不然裁判就會判入球無效。』」

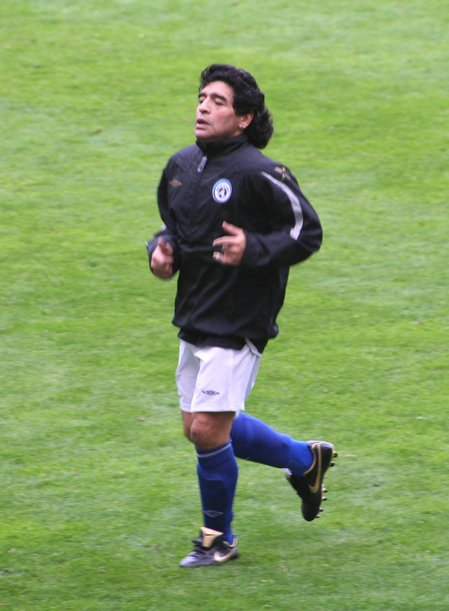
馬勒當拿（2006年）

相反，马拉多纳的第二個入球則把他的足球技術發揮得淋漓盡致。他持球走了半個球場，盤扭過六個英格蘭球員，分別為霍德爾、列特、森臣（Kenny Sansom）、畢查（Terry Butcher）、芬維克（Terry Fenwick）和守門員希爾頓。這個一人單挑英格蘭隊的驚人入球（被後世稱為「上帝之腳」）在2002年國際足協舉行的網上選舉更被選為世紀最佳進球。也因為這兩個入球，馬拉多納被稱為「一半天使，一半魔鬼」。阿根廷最終以2-1把英格蘭淘汰出局。這兩個入球被英國的第四電視頻道在2002年的“100大運動時刻”（100 Greatest Sporting Moments）中選為第六位。
其後他在準決賽對比利時的賽事中又入了兩次奇蹟般的入球。在決賽西德隊用兩人的盯人戰術以凍結马拉多纳，但他依然找到機會以一個不可思議的傳球直接助攻布鲁查加射入致勝的一球。

### 高峰消落
隨著年紀漸大，马拉多纳的表現亦慢慢走下坡，且有傳他早在效力巴塞時曾染上毒癮，而這亦被指為遭巴塞開除的原因。马拉多纳在1990年世界盃擔任了阿根廷的隊長，帶領球隊進入決賽，但以0比1敗給前西德。1991年，马拉多纳的可卡因检验為阳性而被禁赛15个月。同年4月26日，马拉多纳因吸毒被阿根廷警方拘留一天，同時阿根廷當局還剥夺马拉多纳的阿根廷体育巡回大使和总统顾问的頭銜。1992年马拉多纳離開開創他人生高峰的拿坡里，轉投西班牙小球會西維爾，一年後再回到阿根廷球會博卡青年效力。1994年2月，马拉多纳由於對自家门口的记者糾纏感到不滿，因而用气枪朝記者射击，造成四名记者受伤。马拉多纳事後被判处监禁两年，缓期两年。在1994年世界盃，雖然马拉多纳參加了兩場賽事並入了一球，但還是被指服用禁藥而被驅逐回國，結果阿根廷最終在十六強被罗马尼亚淘汰出局。1997年马拉多纳最終宣佈掛靴，結束其璀璨的球員生涯。在2002世界杯即將到來之前，阿根廷足協曾希望FIFA允許他們退休馬拉度納的國家隊10號球衣，改以1～9及11～24號球衣參賽，但最後沒有被允許。
掛靴後的马拉多纳體形開始發胖，而且繼續被毒癮和濫用藥物的傳聞困擾，而在個人行為和私生活方面皆受到非議。如在那不勒斯因風流成性而擁有一個私生子亦是一個公開的秘密，雖然當事人否認。马拉多纳承認自己共有5個小孩。此外由於馬拉多納的體重日增以致痴肥，以至於马拉多纳在2005年進行胃部切除手術從121公斤降为75公斤後才把體重控制。1998年10月，马拉多纳因吸毒過量陷入昏迷。2000年1月4日，马拉多纳在乌拉圭东方之角度假时又因吸毒过量诱发心脏病而住院。2004年4月18日，他因吸食過量毒品可卡因而需要入院，當時一度病危，後情況好轉，於同月29日出院，並在时任古巴共产党第一书记菲德尔·卡斯特罗的邀请下前往古巴哈瓦那進行戒毒。2004年至2007年又數次進入醫院甚至一度傳出死訊。2012年1月，马拉多纳又因腹部剧痛接受肾结石手术。马拉多纳的健康問題一直困擾其終身。

#### 教练生涯
1994年10月到1995年2月，马拉多纳在没有教练员资格证书的情况下，与老队友弗伦一起执教阿甲球队曼迪尤，成绩为1胜6平5负。1995年2月到1995年5月，马拉多纳继续与弗伦搭档，执教阿甲球队竞技队，成绩为2胜6平3负。2008年10月28日，阿根廷足协决定由马拉多纳担任阿根廷国家队的主教练职务；2009年10月15日，马拉多纳带领阿根廷国家隊艰难过关，成功进军2010南非世界盃，並欲協助國家隊爭取世界盃冠軍。7月3日，阿根廷隊於八強賽事中以0-4敗於德國無緣晉級後，隨後在7月27日，阿根廷足協正式確認解除马拉多纳職務。马拉多纳對自己被解職感到不滿，並將責任歸咎阿根廷足協主席格隆多纳。此後一直至2014年格隆多纳去世，兩人之間口水战不斷。

#### 政治觀點
迭戈·马拉多纳支持左派和社會主義，生前與古巴領導人菲德尔·卡斯特罗結下深厚情誼。马拉多纳的左腿上纹有菲德尔·卡斯特罗的頭像，右臂上纹有共產主義革命家切·格瓦拉的頭像。
马拉多纳也是委内瑞拉前总统烏戈·查維茲以及繼任總統尼古拉斯·马杜罗的支持者。2005年，他来到委内瑞拉会见查韦斯。这次会面后，马拉多纳声称，他来的目的是要见一个“伟人”（西班牙语：un grande），但他见到的却是一个巨人（西班牙语：un gigante，意思是比伟人还要伟大）。
马拉多纳長年持反美立場，在2005年阿根廷马德普拉塔美洲首脑会议上，他抗議美國總統乔治·沃克·布什前來參加會議，當時马拉多纳穿着一件印有「制止布什」（英語：STOP BUSH，BUSH中的S被一个卍字代替）的T恤，并指布什为「人类垃圾」。2007年8月，马拉多纳又表示他讨厌来自美国的一切。不過他在2008年12月对當時的美國候任总统贝拉克·奥巴马抱有很大的期望。
2007年12月，马拉多纳向伊朗赠送了一件签名衬衫，上面写有支持伊朗人民的內容。该衬衫被陈列在伊朗外交部的博物馆里。

### 晚年和去世
2019年，马拉多纳在执教墨西哥球隊多拉多斯時，因胃部出血住院接受治疗，後由於健康問題結束執教多拉多斯體育會，並回到阿根廷擔任拉普拉塔体操的主教練。
2020年10月30日，马拉多纳执教的拉普拉塔体操3:0战胜帕特洛纳托。不過當天由於馬拉多納身體狀況不佳，他僅在球場待了數分鐘便離開。11月3日，马拉多纳因脑部血凝块接受手术治疗。
2020年11月25日上午，马拉多纳吃好早饭外出散步，回家後马拉多纳感覺不適，並對周圍人表示自己不太舒服，隨後躺床休息。當天中午12:50分，马拉多纳的助理試圖喊醒他起來吃藥，但是发现马拉多纳已陷入昏迷。此外據馬拉多納律師表示，9辆救护车半小時後才赶到马拉多纳住宅。13:02分，馬拉度納被宣布死亡，享年60歲。根據尸检报告显示，马拉多纳的死因是扩张型心肌病的急性心力衰竭，导致心力衰竭的直接原因是急性肺水肿。阿根廷共和國政府宣布該國将哀悼迭戈·马拉多纳三天。马拉多纳的遗体告别仪式在阿根廷总统府玫瑰宫举行。不過由於前来告別的民眾人數過多，場面混亂，一度出現警民冲突場景，马拉多纳遺體最終於11月26日提前下葬於布宜诺斯艾利斯郊外的贝拉维斯塔公墓其父母的坟墓旁。在马拉多纳去世當週的欧冠、欧联杯和五大联赛的賽事會在比賽前进行一分钟的哀悼仪式。那不勒斯俱樂部的全體球員也會在一場欧联杯比賽中臂缠黑纱出战。此外，那不勒斯的主场圣保罗球场也将正式更名为迭戈·马拉多纳球场。
2021年4月30日，阿根廷一个调查委员会发布报告，认定马拉多纳的私人医护团队未能盡到充分医治的職責，不然馬拉度納完全可以避免死亡。

## 榮譽
马拉多纳職業球會生涯從未獲得欧洲俱乐部冠军杯冠军，國家隊生涯也從未獲得美洲盃
- 巴塞羅拿
  - 西班牙國王盃冠軍：1983年
  - 西班牙聯賽盃冠軍：1983年
  - 西班牙超級盃冠軍：1983年
- 那不勒斯
  - 意甲聯賽 冠軍：1986/87，1989/90年
  - 意大利盃冠軍：1987年
  - 歐洲足協盃冠軍：1989年
  - 意大利超級盃冠軍：1990年
- 阿根廷國家隊
  - 世青盃冠軍：1979年
  - 世界盃冠軍：1986年
  - 美洲國家盃季軍：1989
  - 世界盃亞軍：1990年
  - 阿特米奧·弗蘭基盃冠軍：1993年

個人
- 阿根廷足球甲级联赛最佳射手：1978年春季、1979年春季、1979年秋季、1980年春季、1980年秋季(共5次)
- 世青盃 - 最佳球員：1979
- 世青盃 - 銀靴獎：1979
- 阿根廷足球作家評選的年度最佳足球運動員：1979, 1980, 1981, 1986
- El País南美足球先生：1979、1980
- El Mundo南美足球先生：1979, 1980, 1986, 1989, 1990, 1992
- 阿根廷年度最佳運動員：1979、1986
- 意大利甲組聯賽足球先生：1985
- 意大利甲組聯賽最佳射手：1987/1988年度
- 意大利盃最佳射手：1987/1988年度
- 世界盃 - 金球獎：1986
- 世界盃 - 銀靴獎：1986
- 法國體育雜誌《11人》歐洲足球先生金球獎：1986、1987
- L'Équipe Champion of Champions: 1986
- 聯合新聞國際年度最佳運動員獎：1986
- 世界足球雜誌年度最佳球員：1986
- 世界盃 - 銅球獎：1990
- 法國足球雜誌榮譽金球獎：1995
- 國際足協20世紀最佳陣容：1998
- 《世界足球》雜誌評選的20世紀最偉大的球員：1999
- 阿根廷體育作家年度運動員：1979、1986
- 阿根廷體育作家世紀運動員：1999
- Marca Leyenda：1999
- 國際足協世紀最佳球員：2000
- 國際足協世紀最佳进球：2002
- 國際足協世界盃夢幻隊：2002
- Golden Foot: 2003, as football legend
- FIFA 100 位最偉大的在世球員：2004
- 《泰晤士報》世界杯歷史上最偉大的足球運動員第1位：2010
- 20世紀最佳球員全球足球獎：2012
- 《世界足球雜誌》歷史上最偉大的陣容：2013
- 意大利足球名人堂：2014
- 阿根廷國家隊歷史最佳陣容：2015
- 《442雜誌》史上最偉大的足球運動員第一名：2017
- 《442雜誌》世界杯歷史上最偉大的足球運動員第一名：2018
- L'Équipe's南美歷史上前50名足球員
- 國際足球歷史與統計聯合會 (IFFHS) 傳奇人物

## 評價
- 1990年代AC米蘭隊長、史上最佳清道夫之一弗蘭科·巴雷西在接受記者採訪時曾說：

「我曾經面對很多巨星，在意大利80年代早些時候有普拉蒂尼和羅西，後來有拿玻里的馬拉度納和卡雷卡，國際米蘭的亚历山德罗·阿尔托贝利，他們都是偉大的天才，如果我一定要選擇一個，那就是馬拉度納，當他在狀態好的時候，幾乎沒有辦法阻擋他。」
「面對馬拉度納，犯規是有可能的，而且會不少，馬拉度納非常危險，他對我們經常入球，我們必須有良好的防守組織體系，給他加倍甚至三倍的壓力，來限制他的天賦，因為如果讓他一對一，你就會失敗。」

## 外部連結
- Diego Maradona's home page
- El rincón del Diego
- Viva Diego 10 （页面存档备份，存于） （西班牙文） （英文） （意大利文）
- （西班牙文） Homenaje al 10 - Diego Maradona's Tribute
- Gary Lineker interviews Diego （页面存档备份，存于） - BBC News 30 April 2006
- http://www.youtube.com/watch?v=AZC2IQr6OUg （页面存档备份，存于） Diego Maradona confeso lo del Bidon de Branco
- Maradona - Life is Life[永久]
- Maradona´s Photos

| 前任： 马里奥·肯佩斯 | 南美足球先生 1979, 1980          | 繼任： 济科          |
| 前任： 米高·柏天尼   | 世界足球先生 1986                | 繼任： 古烈治        |
| 前任： 索夫 (意大利) | 世界盃足球賽 冠軍隊 隊長 1986    | 繼任： 馬圖斯 (西德) |
| 前任： 巴西莱        | 阿根廷国家足球队主教练 2008-2010 | 繼任： 巴蒂斯塔      |